# Interligas
O Interligas é o campeonato amador mais importante de futebol do estado do Espírito Santo, Brasil organizado pela Federação de Futebol do Estado do Espírito Santo (FES). é  o Campeonato Capixaba amador. É o mais alto título que um clube amador pode conquistar no estado.
Cariacica e Serra lideram em títulos com 6 conquistas cada uma, em vice campeonatos se repete com 5 vices para cada um. Em 019 o União de Jucu Viana jogou pela Liga Cariaciquense mas o título entra por Viana.  Linhares já conquistou 4 vice campeonatos e ainda busca i título inédito.
Carapina da Serra com 4 títulos e Democrata de Cariacica com 3 títulos são os maiores campeões.
| Cidade       | Títulos | Vices |
| Cariacica    | 7       | 6     |
| Serra        | 6       | 5     |
| Vila Velha   | 4       | 1     |
| Vitória      | 1       | 1     |
| São Mateus   | 1       | -     |
| Viana        | 2       | -     |
| Linhares     |         |       |
| 4            |         |       |
| Pre. Kennedy | -       | 1     |
| Marlândia    | -       | 1     |
| Nova Venécia | -       | 1     |

## Campeões
| ANO  | CAMPEÃO            | CIDADE             | VICE                 | CIDADE             |
| ---- | ------------------ | ------------------ | -------------------- | ------------------ |
| 2000 | Caxias FC          | Vitória            | AA Barcelona         | Serra              |
| 2001 | EC Belenense       | Vitória            | Ajax FC              | Cariacica          |
| 2002 | EC Itaquari        | Cariacica          | Tiradentes FC        | Linhares           |
| 2003 | EC Itaquari        | Cariacica          | Tiradentes FC        | Linhares           |
| 2004 | Democrata FC       | Cariacica          | AA UDNE              | Nova Venecia       |
| 2005 | AA Carapina        | Serra              | EC Belenense         | Vitória            |
| 2006 | AA Carapina        | Serra              | Diamantina FC        | Serra              |
| 2007 | Democrata FC       | Cariacica          | Ipiranga FC          | Linhares           |
| 2008 | AA Carapina        | Serra              | Farmacia FC          | Vila Velha         |
| 2009 | Democrata FC       | Cariacica          | AA Carapina          | Serra              |
| 2010 | AA Carapina        | Serra              | EC Belenense         | Vitória            |
| 2011 | AA Portuguesa      | Serra              | Racing FC            | Vitória            |
| 2012 | União FC           | Cariacica          | São Paulo VVFC       | Vila Velha         |
| 2013 | Barrense           | Vila Velha         | Marilândia           | Marilândia         |
| 2014 | VigServ            | Presidente Kennedy | Barrense             | Vila Velha         |
| 2015 | Boca Juniors       | Vila Velha         | VigServ              | Presidente Kennedy |
| 2016 | Botafogo           | São Mateus         | União Piranema       | Cariacica          |
| 2017 | A.A.B.GAROTO       | Vila Velha         | União Piranema       | Cariacica          |
| 2018 | E.C Unidos da Vila | Vila Velha         | Parma F.C            | Serra              |
| 2019 | União F.C          | Viana              | E.C Golfinho         | Linhares           |
| 2021 | União F.C          | Viana              | Parma F.C            | Serra              |
| 2022 | Santa Cruz F.C     | Cariacica          | Furacão Independente | Cariacica          |
| 2023 | Não aconteceu      | Não aconteceu      | Não aconteceu        | Não aconteceu      |